# Cofidis
Cofidis ist eine französische Verbraucherbank.
Cofidis wurde im Jahre 1982 als Joint Venture vom französischen Versandhandels-Unternehmen 3 Suisses International und der Kreditbank Cetelem (heute BNP Paribas Personal Finance S.A.) gegründet. Cofidis hat sich auf Konsumentenkredite spezialisiert, die über Telefon und Internet angeboten werden. 
Im Jahre 2003 haben die Crédit Mutuel Nord Europe und Cofidis das Joint Venture Créfidis gegründet. 
Im Jahre 2004 hat Cofidis einen Anteil von 66 Prozent an der C2C, einem Finanzdienstleistungsanbieter der Camif-Gruppe übernommen. 
Cofidis hat seinen Sitz in Villeneuve-d’Ascq im Département Nord. Cofidis hat etwa 3100 Beschäftigte.
Die Otto Group war ehemals auch an Cofis beteiligt. Mittlerweile befindet sich Cofidis jedoch vollständig im Besitz der Crédit Mutuel.
Cofidis ist Hauptsponsor des Radsportteams Équipe Cofidis.